# Thomas Valentin
Thomas Valentin (* 13. Januar 1922 als Armin Gerold Valentin in Weilburg; † 22. Dezember 1980 in Lippstadt) war ein deutscher Schriftsteller. „Die Vielseitigkeit im Genre – Valentin schrieb Romane, Erzählungen, Dramen, Gedichte, Kinderbücher, Hör- und Fernsehspiele – und die Menge seiner Produktionen kennzeichnen ihn in mancher Hinsicht als einen für den Literaturbetrieb nach 1945 typischen Autor“.

## Leben
Valentin wohnte bis 1925 in Weilburgs Nachbargemeinde Löhnberg. Dann zog er mit seinen Eltern, seinem Vater Otto Valentin aus Gießen und seiner Mutter Lina geb. Gelbert aus Löhnberg, nach Weilburg, wo er die Volksschule und von 1932 bis 1936 das Gymnasium Philippinum besuchte. 1936 wechselte er zum Gymnasium in Dillenburg und legte dort 1940 das Abitur ab. Im Anschluss daran studierte er Literaturwissenschaft, Geschichte, Philosophie und Psychologie in Gießen und München. Ab 1947 war er fünfzehn Jahre lang Lehrer in Lippstadt in Westfalen; von 1955 bis 1958 leitete er ehrenamtlich die dortige Volkshochschule.
Nach dem Erfolg seines ersten 1961 veröffentlichten Romans Hölle für Kinder arbeitete er seit 1962 als freier Schriftsteller mit Wohnsitz in Lippstadt; die Sommermonate verbrachte er häufig in Italien am Gardasee und auf Sizilien. Von 1964 bis 1966 war er Chefdramaturg am Stadttheater in Bremen. Er war Mitglied des PEN-Zentrums der Bundesrepublik Deutschland. 1981 wurde ihm postum der Adolf-Grimme-Preis mit Gold für das Drehbuch zum Fernsehspiel Grabbes letzter Sommer verliehen (zusammen mit Sohrab Shahid Saless (Regie) und Wilfried Grimpe (Darsteller)).
Thomas Valentin hat zeitkritische Romane, Erzählungen, Theaterstücke und Drehbücher verfasst. Sie schildern häufig Probleme von Kindern und Jugendlichen. Den Roman Die Unberatenen verfilmte Peter Zadek 1966 als TV-Inszenierung sowie 1969 als Kinofilm unter dem Titel Ich bin ein Elefant, Madame; der Film wurde auf der Berlinale 1969 mit einem Silbernen Bären ausgezeichnet.
Die Stadt Lippstadt, auch Sitz der 1996 gegründeten Thomas-Valentin-Gesellschaft e. V., vergibt seit 1993 alle vier Jahre den Thomas-Valentin-Literaturpreis. Die dortige Stadtbücherei trägt seit 1997 seinen Namen.

## Werke
- Hölle für Kinder, Hamburg 1961
- Die Fahndung, Hamburg 1962
- Die Unberatenen, Hamburg 1963
- Nachtzüge, Hamburg 1964
- Natura morta, Hamburg [u. a.] 1967
- Die Unberatenen, Berlin 1967 (zusammen mit Robert Muller)
- Kater im Theater, Köln 1968
- Der Fisch im roten Halstuch, Hamburg [u. a.] 1969
- Herr Appelhans und Monsieur Firlefanz, Köln 1971 (zusammen mit Kurt Halbritter)
- Die grüne Wolke, Reinbek bei Hamburg 1972 (zusammen mit Alexander S. Neill)
- Schorschi ist Schorschi und noch mehr Abenteuer, München 1973
- Anna und Totò, Paderborn 1974
- Familienbande, Reinbek bei Hamburg 1974
- Jugend einer Studienrätin, Düsseldorf 1974
- Adlerhöhe, Reinbek bei Hamburg 1976
- Fahndung oder die Reise zu sich selbst (Neubearbeitung der Fahndung), Frankfurt/M. 1979
- Liebes-Geschichte, Düsseldorf 1980
- Niemandslicht, Düsseldorf 1980
- Frühnachrichten, Frankfurt/M. [u. a.] 1980
- Käfige der Freiheit, Frankfurt/M. [u. a.] 1980
- Grabbes letzter Sommer, Berlin [u. a.] 1980
- Schnee vom Ätna, Frankfurt (M) [u. a.] 1981
- Thomas-Valentin-Lesebuch, Paderborn 1997
- Werke in Einzelbänden, Oldenburg
  - Bd. 1. Hölle für Kinder, 1998
  - Bd. 2. Fahndung oder die Reise zu sich selbst, 1998
  - Bd. 3. Die Unberatenen, 1999
  - Bd. 4. Stilleben mit Schlangen, 1999
  - Bd. 5. Grabbes letzter Sommer, 1999
  - Bd. 6. Frühnachrichten. Käfige der Freiheit, 2000
  - Bd. 7. Schnee vom Ätna, 1999
  - Bd. 8. Der Hausfreund, 2001
  - Bd. 9. Anna und Totò, 2002
  - Bd. 10. Tod eines Mannequins, 2002
  - Bd. 11. Niemandslicht. Erinnerungen an Hermann Hesse, 2002
  - Bd. 12. Kater im Theater, 2001